# Гейді Серенсен
Гейді Серенсен (норв. Heidi Sørensen; нар. 14 лютого 1970 р.) — норвезька політична діячка від Соціалістичної лівої партії.

## Життєпис
Народилася в Левангері. Завдяки батькові-данцю в ранньому віці мала громадянство Данії.  Вчилася на кандидата магістерки між 1989 і 1992 роками. У молодості Соренсен була активною захиснцею довкілля і між 1993 і 1994 була лідеркою Natur og Ungdom, а між 1995 і 1998 стала лідеркою Норвезького товариства охоронги природи. Також вона входила до робочого комітету в No to EU з 1991 по 1995 рік.
У 2001 році була обрана до парламенту Норвегії від Осло, але не була переобрана в 2005 році. Натомість була заступницею представниці, але працювала на регулярній основі, оскільки Крістін Галворсен була призначена до другого кабінету Столтенберга. У жовтні 2007 року Соренсен покинула парламент, щоб самій увійти кабінету міністрів, обіймаючи посаду державної секретарки в Міністерстві довкілля. Після відставки в 2012 році вона повернулася до парламенту, де знову замінила Крістін Галворсен до закінчення терміну її повноважень у 2013 році.
З 1997 по 2001 рік Соренсен входила до Норвезької ради споживачів, з 1999 року — Норвезької ради технологій, з 2000 року — Дослідницької ради Норвегії і з 2013 року — Норвезької школи спортивних наук. Також аона входила до комітетів, які готують норвезькі офіційні звіти з питань енергетики та поводження з відходами.